# Dział spadku
Dział spadku – pojęcie prawne oznaczające określenie wartości majątku wchodzącego w skład spadku oraz jego podziale pomiędzy poszczególnych spadkobierców.
Z dokonaniem działu spadku ustaje wspólność majątku spadkowego jaka powstaje w wyniku nabycia spadku przez kilku spadkobierców. Nie ma obowiązku dokonania działu a może być on dokonany na drodze umowy lub na drodze postępowania sądowego.
Kwestie związane z prawem spadkowym regulują artykuły tytułu VIII księgi czwartej kodeksu cywilnego – "Wspólność majątku spadkowego i dział spadku".
Na podstawie działu spadku nie jest możliwy podział długów spadkowych wchodzących w skład spadku, a jedynie podział aktywów wchodzących w skład spadku. Zmiana zasad odpowiedzialności za długi spadkowe związana z dokonaniem działu spadku powoduje odpowiedzialność za długi spadkowe w stosunku do udziałów w spadku. Do chwili dokonania działu spadku wszyscy spadkobiercy odpowiadają za długi spadkowe solidarnie.

## Dział umowny
Stronami umowy o dział spadku muszą być wszyscy spadkobiercy (lub nabywcy udziałów spadku w przypadku wcześniejszego ich zbycia). Dział umowny jest możliwy gdy wszyscy spadkobiercy są zgodni co do konieczności, sposobu oraz warunków dokonania działu spadku.
Umowny dział spadku może być dokonany w dowolnej formie czynności prawnej, chyba że w skład spadku wchodzi nieruchomość lub inne prawa, do których stosuje się przepisy dotyczące nieruchomości albo przedsiębiorstwo (art. 1037 § 2 i 3 kodeksu cywilnego).

## Dział sądowy
Gdy pomiędzy spadkobiercami nie ma zgody pozwalającej na dział umowny, to dokonuje go sąd. Przeprowadzenie sądowego działu spadku możliwe jest jednak także w przypadku zgody pomiędzy spadkobiercami co do zasad przeprowadzenia działu spadku.
Postępowanie w przedmiocie działu spadku prowadzone jest w trybie nieprocesowym, inicjowanym na wniosek. Wniosek o dział spadku składa się z dwóch kategorii elementów: elementów typowych dla każdego wniosku wszczynającego postępowanie o charakterze nieprocesowym oraz elementów charakterystycznych dla wniosku o dział spadku. Elementy charakterystyczne dla wniosku o dział spadku określa art. 680 § 1 kodeksu postępowania cywilnego, wśród nich znajduje się między innymi powołanie postanowienia o stwierdzeniu nabycia spadku albo zarejestrowanego aktu poświadczenia dziedziczenia.
Postępowanie w przedmiocie dokonania działu spadku prowadzone jest co do zasady przez sąd spadku, którym stosownie do postanowień art. 628 kodeksu postępowania cywilnego jest co do zasady sąd ostatniego miejsca zamieszkania spadkodawcy, sąd miejsca położenia majątku spadkowego lub jego części (w przypadku braku możliwości ustalenia ostatniego miejsca zamieszkania spadkodawcy albo sąd rejonowy dla m.st. Warszawy (w braku możliwości ustalenia właściwości miejscowej dwóch poprzednich sądów). Od tej zasady istnieją jednak odstępstwa, możliwe jest przekazanie sprawy do rozpoznania sądowi rejonowemu, w którego okręgu znajduje się spadek lub jego znaczna część albo sądowi rejonowemu, w którego okręgu mieszkają wszyscy współspadkobiercy.